# Cruz de Aviação
A Cruz de Aviação é uma medalha da Força Aérea Brasileira concedida aos membros de tripulações de aeronaves que tenham desempenhado missões de guerra com eficiência. Foi criada pelo Decreto-Lei nº 7.454, de 10 de abril de 1945, alterada pelo Decreto-Lei nº 8.901, de 24 de janeiro de 1946, e regulamentada pelo Decreto nº 20.497, de 24 de janeiro de 1946.
Com relação as missões de combate empreendidas durante a Segunda Guerra Mundial, a Cruz de Aviação Fita A foi concedida as tripulações que participaram da Campanha da Itália e a Fita B, as que participaram da Campanha do Atlântico Sul.
| Fita A | Fita B |

A honraria possui diferentes graus representados por estrelas equivalentes ao número de missões realizadas.